# Jozef Bitskei
Jozef Bitskey (jiný zápis příjmení: Bicskei; maďarsky Bitskei József, Bicskei József) (1890 Hronská Dúbrava - po roce 1939?) byl maďarský chemik, universitní a středoškolský pedagog.

## Životopis
Narodil se v rodině Jana Bitskey a jeho manželky Lýdie roz. Doboziovej. Chemii vystudoval na univerzitě v Budapešti, kde získal doktorát a později i docenturu a kde působil na 2. chemickém ústavu. Od roku 1939 pracoval jako středoškolský profesor v Budapešti.
Věnoval se problémům analytické chemie. Je autorem příručky chemických cvičení určené primárně pro studenty medicíny a několika studií a vědeckých článků publikovaných ve vědeckých časopisech Magyar Chemiai Folyóirat, Chemische Rundschau a jiných.

## Dílo
- Bicskei, József. Vezérfonal a kémiai gyakorlatokhoz: Kezdők, elsősorban orvostanhallgatók számára. Budapest: Kertész ny., Karcag, 1933. 104 o. a jiné